# Następne 48 godzin
Kolejne 48 godzin (ang. Another 48 Hours) – amerykański film sensacyjny z 1990 roku w reżyserii Waltera Hilla. Kontynuacja filmu 48 godzin (1982).

## Fabuła
Na pustyni w podejrzanej spelunie pojawia się trzech motocyklistów. Jeden z nich Ganz (Andrew Divoff), zwany Prawiczkiem, otrzymuje zlecenie na zabicie Reggie’ego Hammonda (Eddie Murphy). Dla Ganza to także sprawa osobista, gdyż Hammond przyczynił się do śmierci jego brata kilka lat wcześniej. Podczas spotkania pojawia się patrol policjantów. Policjanci i barman zostają zabici. W tym samym czasie detektyw Jack Cates (Nick Nolte) obserwuje na torze crossowym podejrzanych o współpracę z dilerem narkotykowym o pseudonimie Iceman. Podczas zatrzymania zabija w samoobronie jednego z nich, a czarnoskóry mężczyzna ucieka. Jakby było mało kłopotów, zostaje oskarżony o bezzasadne użycie broni i traci swoją odznakę. Podczas szukania dowodów potwierdzających swoją niewinność, Jack zostaje postrzelony przez ludzi Ganza. Przeżył tylko dlatego, że miał kamizelkę kuloodporną. Jack dostał tylko dwie doby, aby udowodnić swoją niewinność. W tym czasie recydywista Hammond wychodzi z więzienia. Autobus, którym jedzie zostaje zaatakowany przez motocyklistów. Gates i Hammond spotykają się w szpitalu i obaj znowu muszą współpracować. Okazuje się, że poszukiwany przez Catesa Iceman jest to samą osobą, której Hammond ukradł osiem lat temu pół miliona dolarów. Na wszystko znowu mają tylko 48 godzin...

## Obsada
- Eddie Murphy jako Reggie Hammond
- Nick Nolte jako Jack Cates
- Kevin Tighe jako Blake Wilson
- Brion James jako Iceman/Ben Kehoe
- Ed O’Ross jako Frank Cruise
- David Anthony Marshall jako Willie Hickok
- Andrew Divoff jako Cherry Ganz
- Bernie Casey jako Kirkland Smith
- Brent Jennings jako Tyrone Burroughs
- Ted Markland jako Malcolm Price
- Tisha Campbell-Martin jako Amy Kirkland